# ثقافة بيكسين
حضارة بيكسين (٥٣٠٠-٤١٠٠ قبل الميلاد) هي ثقافة من العصر الحجري الحديث في مقاطعة شاندونغ، الصين. وكانت خليفة حضارة هولي (٦٥٠٠-٥٥٠٠ قبل الميلاد) وسابقة لحضارة داونكو (٤١٠٠-٢٦٠٠ قبل الميلاد). وتضم حضارة بيكسين أول مثال على استئصال الأسنان في الصين، وهي ممارسة أصبحت شائعة في داونكو.
اكتشف موقع رمزي في بيكسين في تينغتشو، مقاطعة شاندونغ، الصين. وقد حُفر الموقع بين عامي ١٩٧٨ و١٩٧٩.